# Łukasz Rajchelt
Łukasz Rajchelt (ur. 12 lutego 1999 w Łodzi) – polski siatkarz, grający na pozycji rozgrywającego. Wychowanek Wifamy Łódź. 
10 września 2016 roku zdobył tytuł mistrza Europy juniorów. Polska w tym turnieju wygrała wszystkie siedem spotkań które rozgrywała i odniosła triumf w całym turnieju pokonując w finale reprezentację Ukrainy (3:1).

## Sukcesy reprezentacyjne
Mistrzostwa Europy Juniorów:
- 2016[1][2]